# Micrantha
Micrantha is een geslacht van vlinders van de familie Uilen (Noctuidae), uit de onderfamilie Acontiinae.

## Soorten
- M. cyclopis Hampson, 1910
- M. janeira Schaus, 1904
- M. mirabilis Schaus, 1904
- M. mollita Schaus, 1911